# Тролли (мультсериал)
«Тролли. Праздник продолжается» (англ. Trolls: The Beat Goes On!) — американский телесериал, основанный на мультфильме «Тролли». Премьера в США состоялась 19 января 2018 года на каналах Nickelodeon и Nick Jr..
В озвучивании принимали участие Кэри Уолгрен, Эрик Бауза, Том Кенни, Керри Кенни, Грег Сайпс и Робби Дэймонд. Тимберлейк также выступил музыкальным продюсером мультфильма и записал сингл «Can’t Stop the Feeling!».

## Сюжет
Главная героиня мультсериала — жизнерадостная Розочка. В городке троллей населяют очень различные существа — тролли. Среди них — Цветан, парень Розочки. Купер — красная троллошадка. Розочка живёт вместе со старым  отцом — Розовым королём. Розочка — оптимист по жизни. Она любит наряжатся и гулять. Её любимое занятие — устраивать вечеринки, петь и танцевать и проводить время  с Цветаном . 

## Персонажи

### Главные герои
- Розочка (англ. Poppy) — нарядная принцесса и поющий тролль. Устраивает всякие вечеринки и сама кого-то приглашает. Оптимист. В отличий от Цветана, она отважная и смешливая тролль-девочка.
- Цветан (англ. Branch) — очень умный и осторожный. Немного страшный в отличий от некоторых. Он изобретает с помощью своих мыслей в голове всякие природные штучки. Пессимист. Страдает акрофобией.
- Ручеёк (англ. Creek) — самый спокойный среди троллей. Тоже, как и Розочка, отважный, смелый и смешливый. Когда надо быть спокойным, он всегда тише воды, ниже травы. Первое появление в серий «Скамейка».
- Купер (англ. Cooper) — очень весёлый и быстрый. Всегда всем доволен. Имеет троих самых лучших друзей — Розочку, Цветана и Ручейка

## Список серий

### 1 сезон (2018)
| № общий | № в сезоне | Название                       | Режиссёр                                            | Автор сценария | Дата премьеры       |
| --- | ---------- | ------------------------------ | --------------------------------------------------- | --- | ------------------- |
| 1a | 1a         | «Новый Бергентаун»             | Allan Jacobson, Spencer Laudiero, and Jim Mortensen | Story by : Hannah Friedman Teleplay by : Matthew Beans Storyboard by : Marcelo De Souza, Naz Ghodrati-Azadi, Ruolin Li, Howie Perry, Stan Ruiz, and Sang Eun Song | 19 января 2018 года |
| К ужасу троллей, Розочка зовет бергенов на вечеринку в деревне.                                                                                            |            |                                |                                                     | |                     |
| 1b | 1b         | «Заоблачные приколы»           | Alex Almaguer and Howie Perry                       | Written by : Matt Ackels Storyboard by : Noel Belknap | 19 января 2018 года |
| Облачко обещает положить конец засухе... если Цветан на день станет его лучшим другом.                                                                     |            |                                |                                                     | |                     |
| 2a | 2a         | «Вечеринка раз, вечеринка два» | Spencer Laudiero and Jim Mortensen                  | Written by : Matt Ackels Storyboard by : Dennis Messner, Stan Ruiz, and Sang Eun Song                                                                             | 19 января 2018 года |
| Перед Розочкой сложный выбор: день рождения Цветана или Тихони?                                                                                            |            |                                |                                                     | |                     |
| 2b | 2b         | «Веселись Цветан»              | Alex Almaguer                                       | Written by : Nate Federman Storyboard by : Sang Eun Song | 19 января 2018 года |
| Чтобы доказать, что он любит веселье, Цветан приглашает компанию Розочки к себе домой.                                                                     |            |                                |                                                     | |                     |
| 3a | 3a         | «Королевский опрос»            | Naz Ghodrati-Azadi                                  | Written by : Caitlin Meares Storyboard by : Kevin Frank | 19 января 2018 года |
| Розочка с тревогой ждет свой первый Королевский обзор. |            |                                |                                                     | |                     |
| 3b | 3b         | «Развлекательное наказание»    | Spencer Laudiero and Jim Mortensen                  | Written by : Elaine Carroll Storyboard by : Onno De Jong, Marcelo De Souza, Ian Freedman, and Howie Perry                                                         | 19 января 2018 года |
| Случайная кража пирога у бергена заставляет Розочку искать выход из ситуации.                                                                              |            |                                |                                                     | |                     |
| 4a | 4a         | «Вредные бергены»              | Naz Ghodrati-Azadi                                  | Written by : Marissa Berlin Storyboard by : Ruolin Li | 19 января 2018 года |
| Чтобы подружиться с бергенами, Розочка собирает троллей для игры в бергенбол.                                                                              |            |                                |                                                     | |                     |
| 4b | 4b         | «Нездоровое соперничество»     | Alex Almaguer                                       | Written by : Marissa Berlin Storyboard by : Noel Belknap | 19 января 2018 года |
| У Крохи и его ягодного сока появляется конкурент — Алмаз с его Блестконадом.                                                                               |            |                                |                                                     | |                     |
| 5a | 5a         | «Облачно-вероятные обнимашки»  | Jim Mortensen                                       | Written by : John D'Arco Storyboard by : Marcelo De Souza | 19 января 2018 года |
| Облако просит Цветана помочь обнять кое-кого на День объятий, и тот с неохотой соглашается.                                                                |            |                                |                                                     | |                     |
| 5b | 5b         | «Неделя Ручейка»               | Brian Hatfield and Spencer Laudiero                 | Written by : Julia Miranda Storyboard by : Stan Ruiz and Portlynn Tagavi                                                                                          | 19 января 2018 года |
| В деревню возвращается подлый тролль Ручеек. Но Цветан отказывается отпускать свой гнев и прощать его.                                                     |            |                                |                                                     | |                     |
| 6a | 6a         | «Даритель»                     | Naz Ghodrati-Azadi and Bryan Newton                 | Written by : John D'Arco Storyboard by : Ruolin Li | 19 января 2018 года |
| Розочка пытается узнать, кто тайно оставляет всем подарки в канун осеннего равноденствия.                                                                  |            |                                |                                                     | |                     |
| 6b | 6b         | «День поющего жука»            | Alex Almaguer                                       | Written by : Nate Federman Storyboard by : Noel Belknap | 19 января 2018 года |
| Когда Розочка хочет исправить испорченный праздник, всё становится только хуже. Композиция: Amanda Leighton ft. Skylar Astin — The Other Side of the Storm |            |                                |                                                     | |                     |

### 2 сезон (2018)
| № общий                                                                                              | № в сезоне | Название                     | Режиссёр                                         | Автор сценария | Дата премьеры     |
| --- | ---------- | ---------------------------- | ------------------------------------------------ | --- | ----------------- |
| 7a                                                                                                   | 1a         | «Смех День»                  | Alex Almaguer                                    | Written by : John D'Arco, Nate Federman and Alex Reid Storyboard by : Noel Belknap, Yaron Farkash and Portlynn Tagavi               | 9 марта 2018 года |
| В День смеха Цветан и Розочка пытаются перехитрить друг друга в борьбе за титул Мастера приколов.    |            |                              |                                                  | |                   |
| 7b                                                                                                   | 1b         | «Нянька для Мистера Динклза» | Naz Ghodrati-Azadi                               | Written by : Cam Baity Storyboard by : Ruolin Li                                                                                    | 9 марта 2018 года |
| Нянчась с мистером Динклсом, Цветан попадает в неприятности.                                         |            |                              |                                                  | |                   |
| 8a                                                                                                   | 2a         | «Глаз следит за тобой»       | Alex Almaguer                                    | Story by : Hannah Friedman and Sam Friedman Teleplay by : Matthew Beans Storyboard by : Noel Belknap, Howie Perry and Sang Eun Song | 9 марта 2018 года |
| Розочка падает с жука, и Цветан решает обезопасить деревню.                                          |            |                              |                                                  | |                   |
| 8b                                                                                                   | 2b         | «Виноват не виноват»         | Naz Ghodrati-Azadi                               | Written by : Marissa Berlin Storyboard by : Kevin Frank                                                                             | 9 марта 2018 года |
| После того как Хрящ обижает Тихоню, Розочка учит его извиняться.                                     |            |                              |                                                  | |                   |
| 9a                                                                                                   | 3a         | «Большая Розочка»            | Alex Almaguer                                    | Written by : Matthew Beans Storyboard by : Amy Mai                                                                                  | 9 марта 2018 года |
| Розочка пытается победить Мастера Контролля в рэп-битве комплиментов.                                |            |                              |                                                  | |                   |
| 9b                                                                                                   | 3b         | «Война соседей»              | Brian Hatfield                                   | Written by : Alex Reid Storyboard by : Fabien Tong and Portlynn Tagavi                                                              | 9 марта 2018 года |
| План Цветана избавиться от нового соседа, Ская Торонто, оборачивается против него.                   |            |                              |                                                  | |                   |
| 10a                                                                                                  | 4a         | «Пульт неуправления»         | Brian Hatfield and Zesung Kang                   | Written by : Nate Federman and Alex Reid Storyboard by : Marcelo De Souza and Portlynn Tagavi                                       | 9 марта 2018 года |
| Чтобы развеселить Кроха, Алмаз, Купер и Здоровяк крадут Гэри — пульт Цветана.                        |            |                              |                                                  | |                   |
| 10b                                                                                                  | 4b         | «Чудеса матушки природы»     | Naz Ghodrati-Azadi                               | Written by : Matthew Beans and Nate Federman Storyboard by : Kevin Frank and Pat Pakula                                             | 9 марта 2018 года |
| Розочка пытается помочь болотокотам, но делает им только хуже.                                       |            |                              |                                                  | |                   |
| 11a                                                                                                  | 5a         | «Страшилки Розочки»          | Naz Ghodrati-Azadi and Brian Hatfield            | Written by : Julia Miranda Storyboard by : Kevin Frank                                                                              | 9 марта 2018 года |
| После очередной страшилки Здоровяк прячется, и Розочка решает помочь ему.                            |            |                              |                                                  | |                   |
| 11b                                                                                                  | 5b         | «Звёздочки Мистера Динклза»  | Brian Hatfield, Spencer Laudiero and Greg Miller | Written by : Matt Ackels Storyboard by : Marcelo De Souza                                                                           | 9 марта 2018 года |
| Готовя мистера Динклса к шоу домашних животных, Здоровяк нанимает дрессировщика.                     |            |                              |                                                  | |                   |
| 12a                                                                                                  | 6a         | «Праздничные игры»           | Naz Ghodrati-Azadi                               | Written by : John D'Arco and Alex Reid Storyboard by : Ruolin Li                                                                    | 9 марта 2018 года |
| Титулу Алмаза угрожает новый участник Веселых игр.                                                   |            |                              |                                                  | |                   |
| 12b                                                                                                  | 6b         | «Тролличьи сказки»           | Alex Almaguer                                    | Written by : Nate Federman and Alex Reid Storyboard by : Amy Mai                                                                    | 9 марта 2018 года |
| Чтобы развлечь детей на экскурсии в библиотеку, Розочка и Цветан пересказывают старые добрые сказки. |            |                              |                                                  | |                   |
| 13a                                                                                                  | 7a         | «Модель поведения»           | Alex Almaguer                                    | Written by : John D'Arco Storyboard by : Yaron Farkash                                                                              | 9 марта 2018 года |
| Чтобы впечатлить законодательницу мод, Сатинка и Синелька проводят показ.                            |            |                              |                                                  | |                   |
| 13b                                                                                                  | 7b         | «Война подушек»              | Jim Mortensen                                    | Written by : Nate Federman Storyboard by : Pat Pakula and Fabien Tong                                                               | 9 марта 2018 года |
| Жители деревни сражаются за право обладать заветной Подушкой судьбы.                                 |            |                              |                                                  | |                   |

### 3 сезон (2018)
| № общий                                                                                           | № в сезоне | Название                       | Режиссёр                      | Автор сценария                                                                                          | Дата премьеры        |
| ------------------------------------------------------------------------------------------------- | ---------- | ------------------------------ | ----------------------------- | --- | -------------------- |
| 14a                                                                                               | 1a         | «Самозванец»                   | Zesung Kang and Jim Mortensen | Written by : John D'Arco Storyboard by : Marcelo de Souza and Lexy Naut                                 | 24 августа 2018 года |
| Цветан и Розочка выслеживают в Деревне троллей самозванца.                                        |            |                                |                               | |                      |
| 14b                                                                                               | 1b         | «Враг мой, друг мой»           | Zesung Kang and Jim Mortensen | Written by : Matthew Beans, Nate Federman, & Julia Yorks Storyboard by : Marcelo de Souza and Lexy Naut | 24 августа 2018 года |
| Розочка узнает, что мастер перевоплощений — один из банды «Незваных гостей».                      |            |                                |                               | |                      |
| 15a                                                                                               | 2a         | «Хвост-Джитсу»                 | Alex Almaguer                 | Written by : John D'Arco Storyboard by : Amy Mai                                                        | 24 августа 2018 года |
| Цветан узнает, как важно терпение, когда Розочка учит его «хвост-джитсу».                         |            |                                |                               | |                      |
| 15b                                                                                               | 2b         | «Крошечка»                     | Naz Ghodrati-Azadi            | Written by : Lindsay Kerns Storyboard by : Kevin Frank and Portlynn Tagavi                              | 24 августа 2018 года |
| Кроха влюбляется в ветеринара, и ей приходится перестать быть такой крошечной.                    |            |                                |                               | |                      |
| 16a                                                                                               | 3a         | «Знакомство с Розовым Королём» | Zesung Kang                   | Written by : Lindsay Kerns Storyboard by : Fabien Tong                                                  | 24 августа 2018 года |
| Во время Щекотоохоты Цветан выдумывает небылицу, чтобы впечатлить Розового короля.                |            |                                |                               | |                      |
| 16b                                                                                               | 3b         | «Как устроить вечеринку»       | Zesung Kang                   | Written by : Julia Yorks Storyboard by : Marcelo De Souza                                               | 24 августа 2018 года |
| Диджей Звуки берет у Розочки уроки по проведению вечеринок.                                       |            |                                |                               | |                      |
| 17a                                                                                               | 4a         | «Тролличьи сказки 2»           | Naz Ghodrati-Azadi            | Written by : Lindsay Kerns Storyboard by : Ruolin Li                                                    | 24 августа 2018 года |
| Тролли пытаются развлечь Стрелка своими историями.                                                |            |                                |                               | |                      |
| 17b                                                                                               | 4b         | «Радугеддон»                   | Zesung Kang                   | Story by : Mitch Watson Teleplay by : Nate Federman and Lindsay Kerns Storyboard by : Yaron Farkash     | 24 августа 2018 года |
| Облако вызывается выполнить важное дело — починить местную радугу.                                |            |                                |                               | |                      |
| 18a                                                                                               | 5a         | «Куп, где Алмаз?»              | Naz Ghodrati-Azadi            | Written by : Nate Federman Storyboard by : Ruolin Li                                                    | 24 августа 2018 года |
| Купер теряет Алмаза в лесу, а Розочка и Цветан помогают его отыскать.                             |            |                                |                               | |                      |
| 18b                                                                                               | 5b         | «Пушничный квест»              | Naz Ghodrati-Azadi            | Written by : Alex Reid Storyboard by : Portlynn Tagavi                                                  | 24 августа 2018 года |
| Розочка клянется во что бы то ни стало приготовить любимый десерт Цветана.                        |            |                                |                               | |                      |
| 19a                                                                                               | 6a         | «Спонтанная вечеринка»         | Naz Ghodrati-Azadi            | Written by : Julia Yorks Storyboard by : Portlynn Tagavi                                                | 24 августа 2018 года |
| Тролли во главе с Алмазом пытаются выяснить, где будет следующая спонтанная вечеринка Новы Свифт. |            |                                |                               | |                      |
| 19b                                                                                               | 6b         | «Заблудившейся в лесу»         | Zesung Kang                   | Written by : Nate Federman Storyboard by : Fabien Tong                                                  | 24 августа 2018 года |
| Заблудившись в лесу, Розочка и Стрелок учатся доверять друг другу.                                |            |                                |                               | |                      |

### 6 сезон (2019)
| № общий                                                                                 | № в сезоне | Название                 | Режиссёр                    | Автор сценария                                                               | Дата премьеры      |
| --------------------------------------------------------------------------------------- | ---------- | ------------------------ | --------------------------- | ---------------------------------------------------------------------------- | ------------------ |
| 33a                                                                                     | 1a         | «Пустой день»            | Naz Ghodrati-Azadi          | Written by : John D'Arco Storyboard by : Lexy Naut                           | 4 апреля 2019 года |
| В календаре троллей есть один свободный день, и Розочке нужно выбрать новый праздник.   |            |                          |                             |                                                                              |                    |
| 33b                                                                                     | 1b         | «Связанные одним бантом» | Naz Ghodrati-Azadi          | Written by : John D'Arco Storyboard by : Pavin Chaisua                       | 4 апреля 2019 года |
| Розочка связывает волосы Ручейка и Цветана, чтобы научить их нормально общаться.        |            |                          |                             |                                                                              |                    |
| 34a                                                                                     | 2a         | «Зефирная фея»           | Naz Ghodrati-Azadi          | Written by : Gabe Delahaye Storyboard by : Lexy Naut                         | 4 апреля 2019 года |
| Цветан решает доказать Розочке, что приносящей угощения Феи зефиртошки не существует.   |            |                          |                             |                                                                              |                    |
| 34b                                                                                     | 2b         | «Танцуй как Здоровяк»    | Alex Almaguer               | Written by : Aaron Ho Storyboard by : Amy Mai                                | 4 апреля 2019 года |
| Здоровяк случайно придумывает популярное танцевальное движение.                         |            |                          |                             |                                                                              |                    |
| 35a                                                                                     | 3a         | «На высокой ноте»        | Naz Ghodrati-Azadi          | Written by : John D'Arco Storyboard by : Pavin Chaisua                       | 4 апреля 2019 года |
| Розочка узнает, что Скай Торонто никогда не поет, и пытается уговорить его попробовать. |            |                          |                             |                                                                              |                    |
| 35b                                                                                     | 3b         | «Фестиваль обнимашек»    | Zesung Kang                 | Written by : Aaron Ho Storyboard by : Yaron Farkash                          | 4 апреля 2019 года |
| Розочка проводит Цветану экскурсию по его первому Фестивалю объятий.                    |            |                          |                             |                                                                              |                    |
| 36a                                                                                     | 4a         | «Боюн неудержимый»       | Zesung Kang                 | Written by : Garrett Frawley & Brian Turner Storyboard by : Nic Parris       | 4 апреля 2019 года |
| Купер посещает таинственную вечеринку и крепко вживается в роль детектива.              |            |                          |                             |                                                                              |                    |
| 36b                                                                                     | 4b         | «Хихенямка»              | Alex Almaguer & Howie Perry | Written by : Garrett Frawley & Brian Turner Storyboard by : Marcelo De Souza | 4 апреля 2019 года |
| Розочка пытается создать замену любимому вкусу глазури.                                 |            |                          |                             |                                                                              |                    |
| 37a                                                                                     | 5a         | «Глэмпоход»              | Alex Almaguer               | Written by : Garrett Frawley & Brian Turner Storyboard by : Marcelo De Souza | 4 апреля 2019 года |
| Дети решают попробовать глэмпинг с Алмазом вместо закалки от Цветана                    |            |                          |                             |                                                                              |                    |
| 37b                                                                                     | 5b         | «Цветок для Розочки»     | Naz Ghodrati-Azadi          | Written by : Garrett Frawley & Brian Turner Storyboard by : Pavin Chaisua    | 4 апреля 2019 года |
| Тролли ищут редкий цветок, чтобы поздравить Розочку с полуднем рождения.                |            |                          |                             |                                                                              |                    |
| 38a                                                                                     | 6a         | «Дебютант на вечеринке»  | Alex Almaguer & Howie Perry | Written by : Aaron Ho Storyboard by : Amy Mai                                | 4 апреля 2019 года |
| Устав быть душой всех компаний, Алмаз решает обучить помощницу.                         |            |                          |                             |                                                                              |                    |
| 38b                                                                                     | 6b         | «Бал волос»              | Zesung Kang                 | Written by : Gabe Delahaye Storyboard by : Yaron Farkash                     | 4 апреля 2019 года |
| Кроха случайно соглашается пойти на Бал волос и с Милтоном, и с Алмазом.                |            |                          |                             |                                                                              |                    |

### 7 сезон (2019)
| № общий | № в сезоне | Название                     | Режиссёр                 | Автор сценария                                                              | Дата премьеры        |
| --- | ---------- | ---------------------------- | ------------------------ | --------------------------------------------------------------------------- | -------------------- |
| 40a | 2a         | «Быстрый и весёлый»          | Alex Almaguer            | Written by : Aaron Ho Storyboard by : Amy Mai                               | 27 августа 2019 года |
| Тролли готовятся к Гран-при юных летунов. Цветан пробует изменить свое поведение.                              |            |                              |                          |                                                                             |                      |
| 40b | 2b         | «Много чиха из ничего»       | Naz Ghodrati-Azadi       | Written by : Aaron Ho Storyboard by : Pat Pakula                            | 27 августа 2019 года |
| Мистер Динклс разбирается с загадочным насморком.                                                              |            |                              |                          |                                                                             |                      |
| 41a | 3a         | «Клуб экстремальных ночёвок» | Zesung Kang, Howie Perry | Written by : John D'Arco Storyboard by : Nic Parris                         | 27 августа 2019 года |
| Кроха и Алмаз тайком планируют ночное веселье.                                                                 |            |                              |                          |                                                                             |                      |
| 41b | 3b         | «Вега Свифт»                 | Zesung Kang              | Written by : Gabe Delahaye Storyboard by : Yaron Farkash                    | 27 августа 2019 года |
| Ученяшки Сатинка и Синелька серьезно подходят к выполнению своих обязанностей и работают с восходящей звездой. |            |                              |                          |                                                                             |                      |
| 42a | 4a         | «Скрапбукмобиль»             | Alex Almaguer            | Written by : Gabe Delahaye Storyboard by : Amy Mai                          | 27 августа 2019 года |
| Розочка придумывает необычный способ рассказывать любимые истории.                                             |            |                              |                          |                                                                             |                      |
| 42b | 4b         | «Тролль—скауты»              | Naz Ghodrati-Azadi       | Written by : Gabe Delahaye Storyboard by : Lexy Naut                        | 27 августа 2019 года |
| Сиджей проводит день в роли Юного рейнджера и усваивает важный урок.                                           |            |                              |                          |                                                                             |                      |
| 43a | 5a         | «Док док, кто там?»          | Naz Ghodrati-Azadi       | Written by : Aaron Ho Storyboard by : Lexy Naut                             | 27 августа 2019 года |
| Доктор Мунблум проходит экспресс-курс по веселью.                                                              |            |                              |                          |                                                                             |                      |
| 43b | 5b         | «Гид волонтёров»             | Naz Ghodrati-Azadi       | Written by : John D'Arco Storyboard by : Lexy Naut                          | 27 августа 2019 года |
| Во время Выбора добровольцев Цветан пытается избавиться от своей привычной репутации ворчуна.                  |            |                              |                          |                                                                             |                      |
| 44a | 6a         | «Игры троллей»               | Alex Almaguer            | Written by : Garrett Frawley, Brian Turner Storyboard by : Marcelo De Souza | 27 августа 2019 года |
| Розочка постигает азы увлекательной игры под названием «Кексы и пещеры».                                       |            |                              |                          |                                                                             |                      |
| 44b | 6b         | «Финн Каскад»                | Alex Almaguer            | Written by : Gabe Delahaye Storyboard by : Marcelo De Souza                 | 27 августа 2019 года |
| Цветан пытается подружиться с легендарным гостем.                                                              |            |                              |                          |                                                                             |                      |
| 45a | 7a         | «День самоцвета»             | Zesung Kang              | Written by : Aaron Ho Storyboard by : Nic Parris                            | 27 августа 2019 года |
| Цветан отмечает важное достижение, но праздник не обходится без сюрпризов.                                     |            |                              |                          |                                                                             |                      |
| 45b | 7b         | «Плохая примета Цветан»      | Naz Ghodrati-Azadi       | Written by : Garrett Frawley, Brian Turner Storyboard by : Pat Pakula       | 27 августа 2019 года |
| Начинается чемпионат по троллейболу, но улыбнется ли удача кому-либо из участников?                            |            |                              |                          |                                                                             |                      |

### 8 сезон (2019)
| № общий | № в сезоне | Название                  | Режиссёр           | Автор сценария                                                                                                  | Дата премьеры       |
| --- | ---------- | ------------------------- | ------------------ | --- | ------------------- |
| 46a | 1a         | «Королева замка»          | Alex Almaguer      | Written by : Garrett Frawley, Brian Turner Storyboard by : Marcelo De Souza, Max Lawson                         | 22 ноября 2019 года |
| Розочка готовит особый сюрприз при помощи крабов-забирателей.                                                                                            |            |                           |                    | |                     |
| 46b | 1b         | «Правда или действие»     | Zesung Kang        | Written by : Gabe Delahaye Storyboard by : Nic Parris                                                           | 22 ноября 2019 года |
| Здоровяк идет на риск во время игры в «Правду или действие».                                                                                             |            |                           |                    | |                     |
| 47a | 2a         | «Дружеские совпадения»    | Zesung Kang        | Written by : Garrett Frawley, Brian Turner Storyboard by : Nic Parris                                           | 22 ноября 2019 года |
| Розочка пытается создать пару друзей. Алмаз и Скай Торонто соревнуются друг с другом. Композиция: Sean T. Krishnan ft. Gary Cole — Ready Set Go          |            |                           |                    | |                     |
| 47b | 2b         | «Тролличьи сказки 3»      | Alex Almaguer      | Written by : John D'Arco Storyboard by : Amy Mai                                                                | 22 ноября 2019 года |
| День плохой прически заканчивается интересными историями.                                                                                                |            |                           |                    | |                     |
| 48a | 3a         | «Зеница гнева моего»      | Naz Ghodrati-Azadi | Written by : John D'Arco Storyboard by : Pat Pakula                                                             | 22 ноября 2019 года |
| Облако снова что-то задумал! Удастся ли Цветану разобраться с его розыгрышами?                                                                           |            |                           |                    | |                     |
| 48b | 3b         | «День веселения»          | Zesung Kang        | Written by : Aaron Ho Storyboard by : Michael Chang, Yaron Farkash                                              | 22 ноября 2019 года |
| Деревня троллей отмечает забавный и вкусный праздник. |            |                           |                    | |                     |
| 49a | 4a         | «Как проникнуть в бункер» | Zesung Kang        | Written by : John D'Arco Storyboard by : Nic Parris                                                             | 22 ноября 2019 года |
| Цветан и Розочка проявляют смекалку во время игры с флагом.                                                                                              |            |                           |                    | |                     |
| 49b | 4b         | «Поймай зверушку»         | Alex Almaguer      | Written by : Aaron Ho Storyboard by : Marcelo De Souza                                                          | 22 ноября 2019 года |
| Кроха пытается спасти милый пикник с Милтоном. |            |                           |                    | |                     |
| 50a | 5a         | «Басовый жук для CJ's»    | Zesung Kang        | Written by : Gabe Delahaye Storyboard by : Michael Chang, Naz Ghodrati-Azadi, Lexy Naut, Nic Parris, Pat Pakula | 22 ноября 2019 года |
| Диджей Звуки и Розочка готовятся к дню рождения Сиджей, и дело не обходится без упрямого колонкожука. Композиция: Aleque Reid — Let The Rhythm Take Over |            |                           |                    | |                     |
| 50b | 5b         | «Что я пропустил?»        | Jim Mortensen      | Written by : Aaron Ho Storyboard by : Lexy Naut, Nic Parris                                                     | 22 ноября 2019 года |
| Розочка делится с Розовым королем альбомом со всеми событиями дня.                                                                                       |            |                           |                    | |                     |
| 51a | 6a         | «Длинный след»            | Alex Almaguer      | Written by : Garrett Frawley, Brian Turner Storyboard by : Jane Kim, Amy Mai                                    | 22 ноября 2019 года |
| Неразбериха с фондю приводит к конфликту между Ручейком и Цветаном.                                                                                      |            |                           |                    | |                     |
| 51b | 6b         | «Капсула времени»         | Naz Ghodrati-Azadi | Written by : Gabe Delahaye Storyboard by : Lexy Naut, Pat Pakula                                                | 22 ноября 2019 года |
| Герои создают капсулу времени для троллей из будущего, но что они туда положат?                                                                          |            |                           |                    | |                     |
| 52a | 7a         | «Рубин-переключатель»     | Naz Ghodrati-Azadi | Written by : Garrett Frawley, Brian Turner Storyboard by : Max Lawson, Amy Mai, Pat Pakula                      | 22 ноября 2019 года |
| Особый драгоценный камень приводит к переменам для Розочки и Цветана. Магия и хаос обеспечены!                                                           |            |                           |                    | |                     |
| 52b | 7b         | «Прощай бункер»           | Alex Almaguer      | Written by : Matthew Beans Storyboard by : Marcelo De Souza, Max Lawson, Amy Mai, Pat Pakula                    | 22 ноября 2019 года |
| Цветан устраивает вечеринку в своем бункере, и его одолевают сомнения. Композиция: Amanda Leighton — Shine Like Gold                                     |            |                           |                    | |                     |

## Актёры озвучивания

### Главные герои
- Amanda Leighton — Розочка
- Skylar Astin — Цветан
- David Fynn — Здоровяк
- Fryda Wolff — DJ Звуки, Сатинка и Синелька
- Ron Funches — Купер
- Sean T. Krishnan — Алмаз
- Kevin Michael Richardson — Кроха